# Boris Artzybasheff

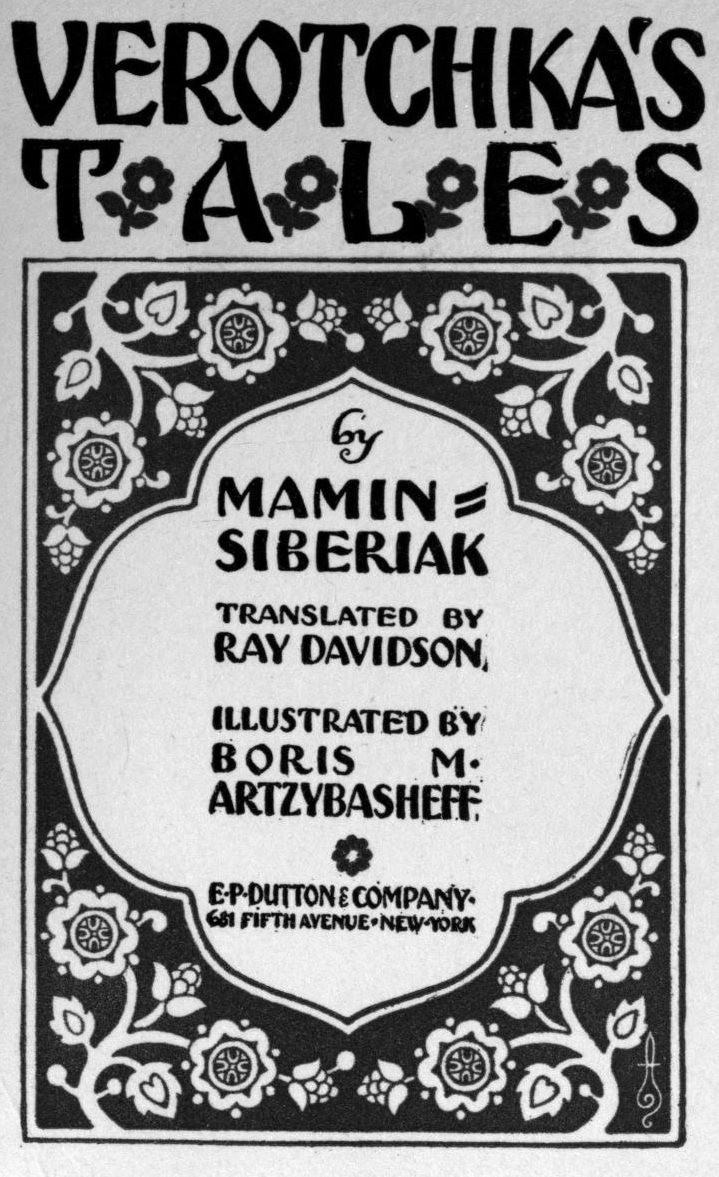
Titelseite Verotchka’s Tales (1922)

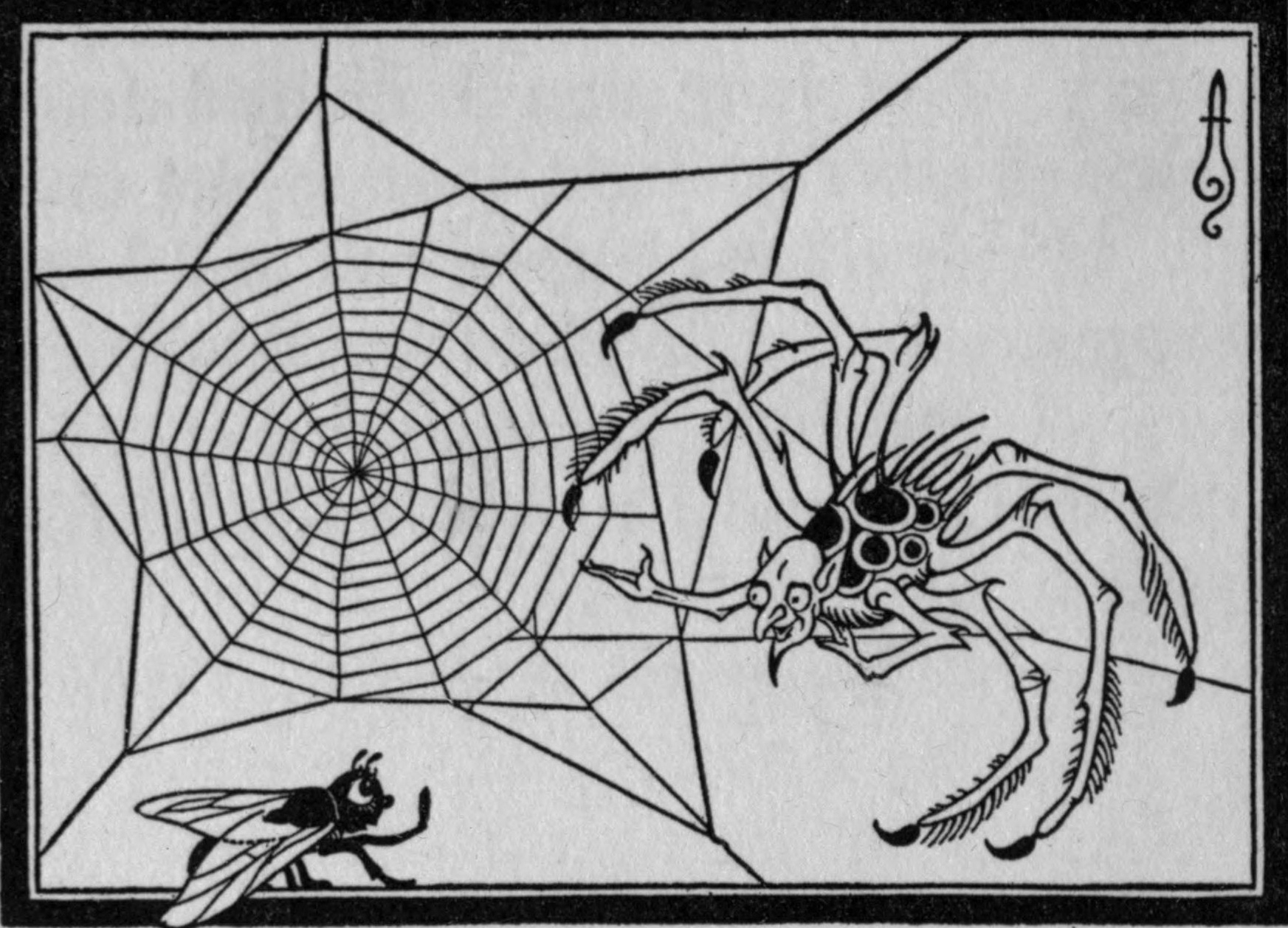
Die letzte Fliege

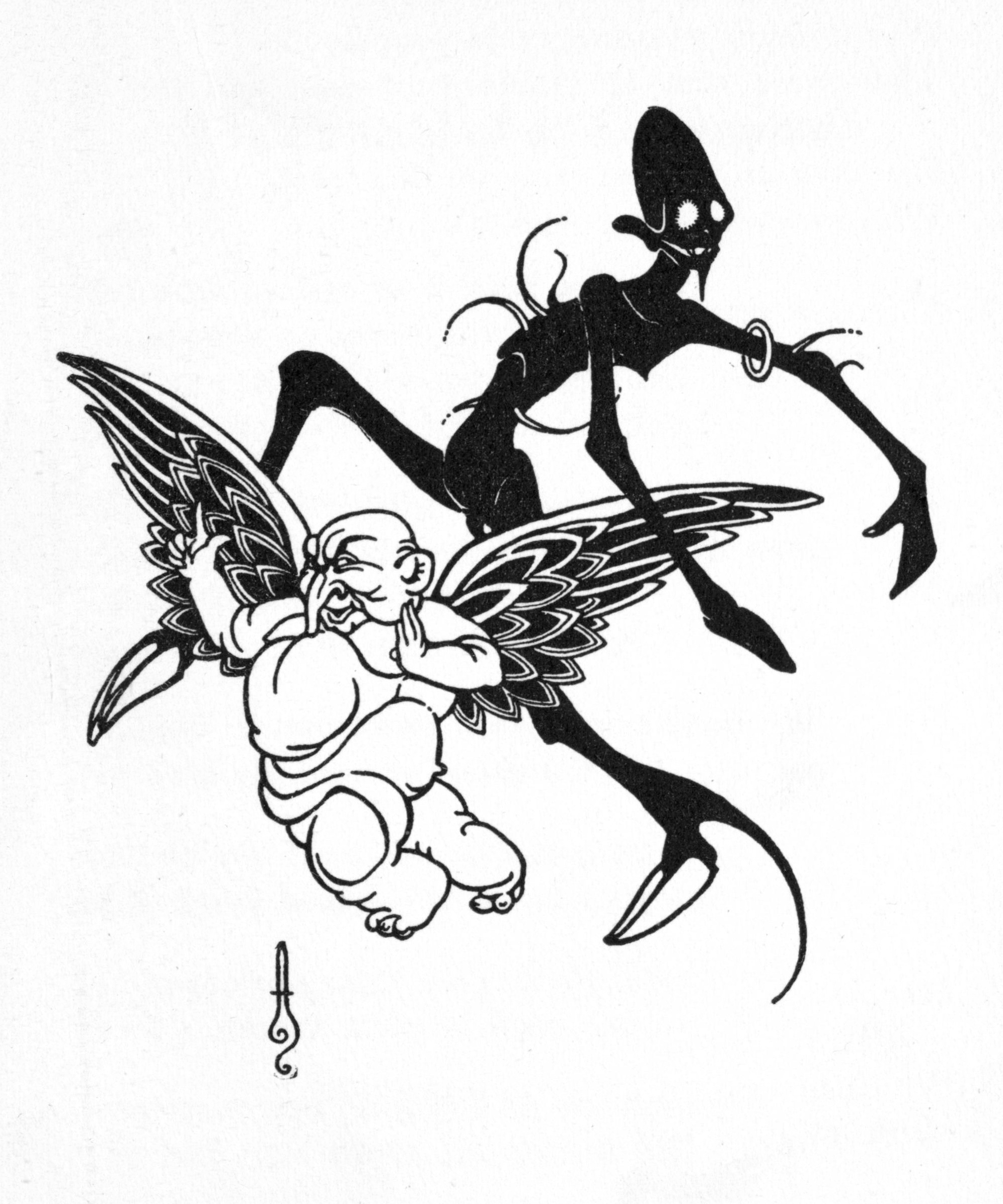
Der Effizienz-Experte

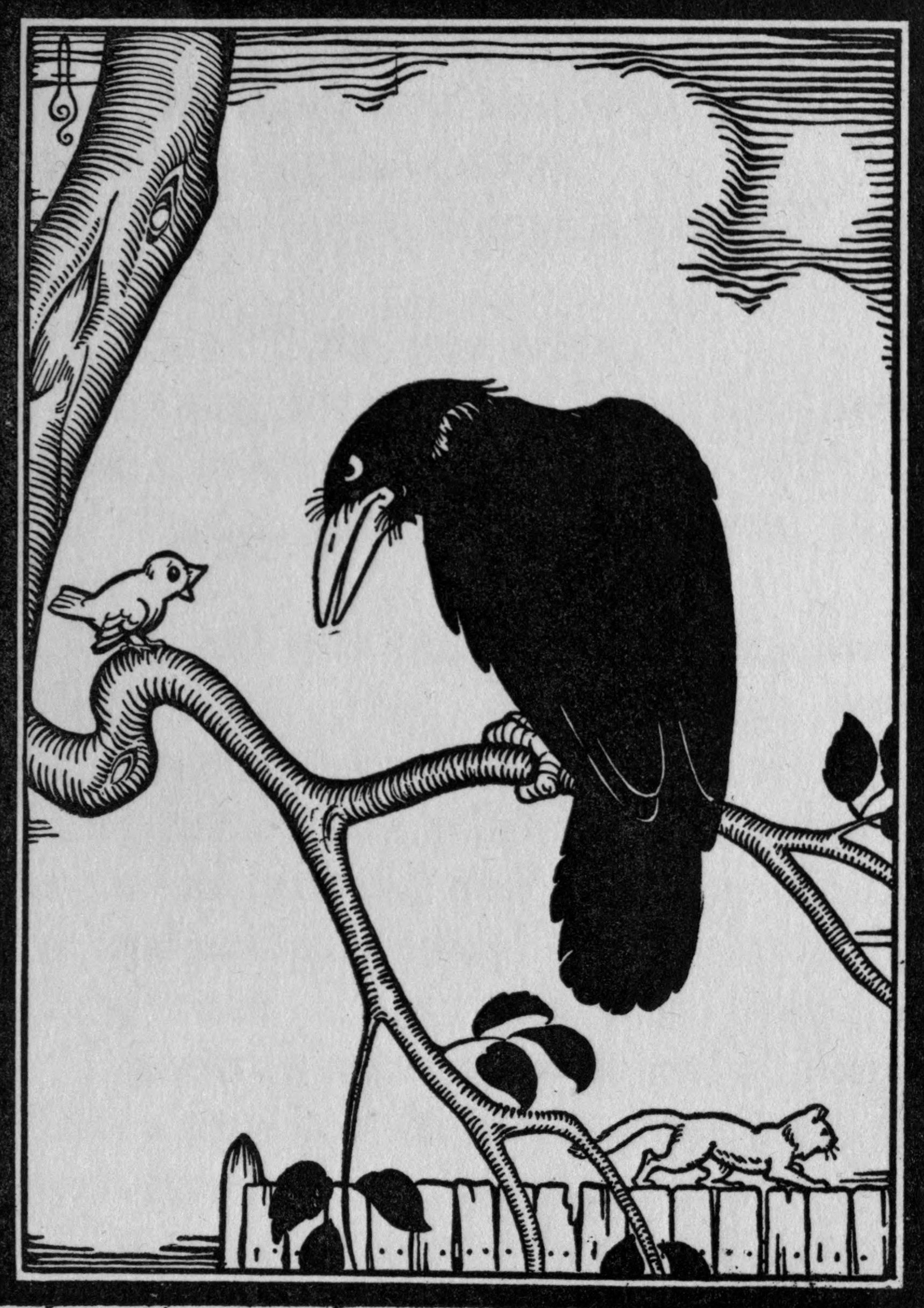
Krähe und Kanarienvogel

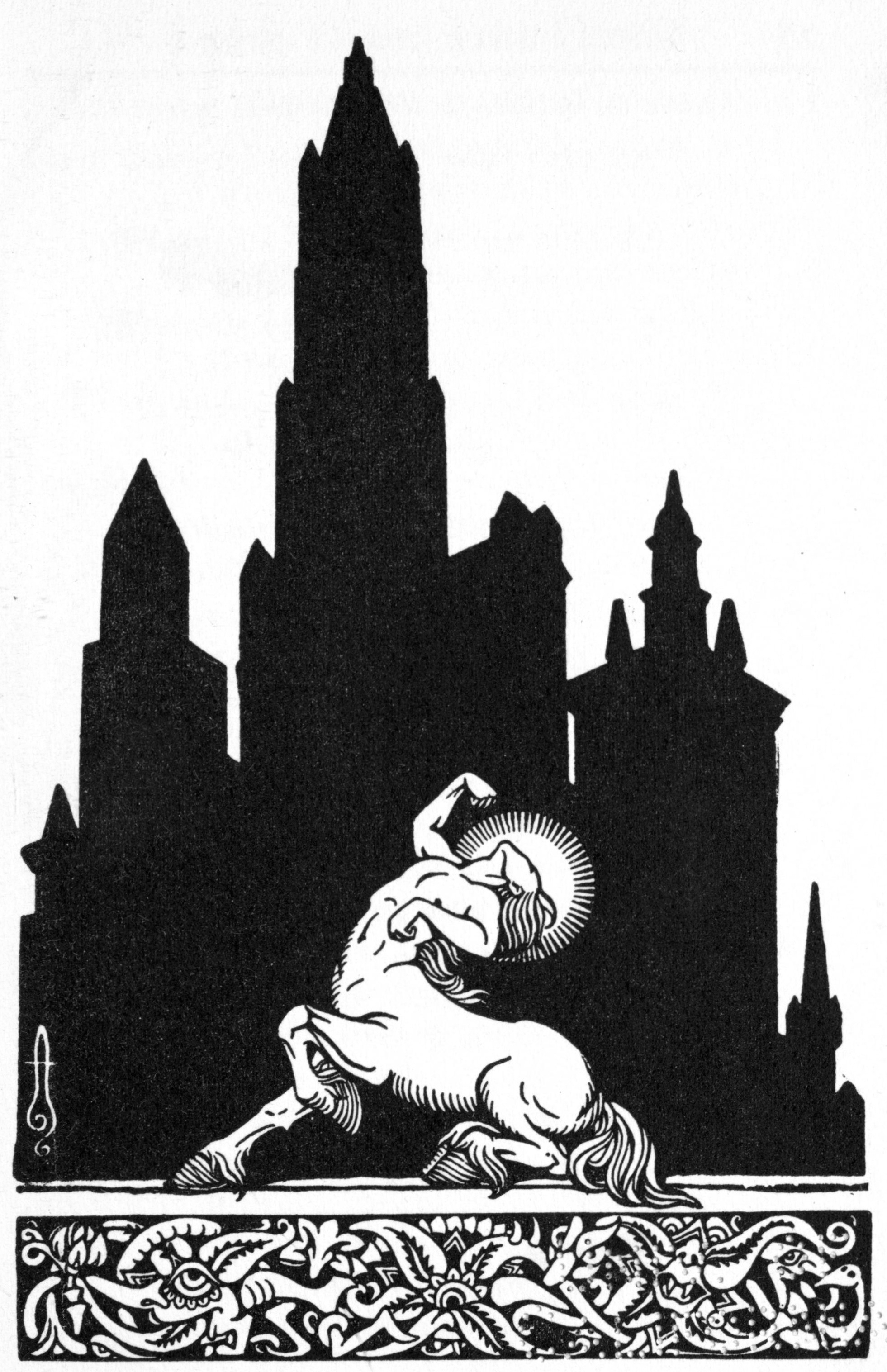
Der letzte Centaur

Boris Artzybasheff (russisch Борис Михайлович Арцыбашев, Boris Michailowitsch Arzibaschew; * 25. Mai 1899 in Charkow, Russisches Kaiserreich, heutige Ukraine; † 16. Juli 1965 in Lyme, Connecticut) war ein amerikanischer Illustrator russischer Herkunft. Er war bekannt für seinen detaillierten, präzisen Stil mit oft surrealistischen Inhalten.

## Leben
Artzybasheff wurde als Sohn des russischen Schriftstellers Michail Arzybaschew in Charkow auf dem Gebiet der heutigen Ukraine geboren. Im Jahr 1919 wanderte er aus in die Vereinigten Staaten und arbeitete zunächst in einer Gravieranstalt. Diese Tätigkeit hat sicher zu der Präzision seiner eigenen Werke beigetragen. In Artzybasheffs Bildern gibt es keine Spuren des Entwurfs. Alle Linienzüge sind eindeutig und perfekt. Seine erste Veröffentlichung als Illustrator erschien 1922. Im Lauf der Jahre illustrierte er über 50 Bücher, darunter auch mit seinem eigenen Text. Am bekanntesten wurde er durch seine Bilder in Zeitschriften, besonders seine über 200 Titelbilder der Zeitschrift TIME. Nach 1940 gestaltete er vermehrt auch kommerzielle Anzeigen.
Seine künstlerischen Themen sind sehr vielseitig. Zunächst illustrierte er Märchen und Fabeln mit fantasiereichen Bildern. Diese Arbeiten sind bevorzugt schwarz-weiß holzschnitt-artig stilisiert mit Anklängen an die Jugendstil- und Art-déco-Epoche. Weitere Werke sind politischer Art, besonders Satiren gegen den deutschen Faschismus und das sowjetische Regime. In einem Feld war er einzigartig: der Verschmelzung technischer Objekte mit organischen Formen.  Dieser Anthropomorphismus zeigt sich auch bei seinen bildlichen Darstellungen psychischer Phänomene.
Sein Nachlass wird von der Syracuse University verwaltet.

## Stilrichtungen
Artzybasheff hat sein Sammelwerk „As I See“ in vier Kapitel eingeteilt, die seinen unterschiedlichen Intentionen entsprechen:
- Neurotica: Surrealistische Visionen, die menschliche Stimmungen thematisieren. Vergleichbar mit Werken von Salvador Dalí und Max Ernst.
- Machinalia: Anthropomorphismen; Auf den ersten Blick exakte Abbildungen von Maschinen, die bei näherer Betrachtung menschliche Züge enthalten. Vergleichbar mit den Meistern des Manierismus wie Giuseppe Arcimboldo und Giovanni Battista Piranesi.
- Diablerie: Darstellungen von Gewaltausübung in Diktatur und Krieg. Vergleichbar mit John Heartfield und George Grosz.
- Escapades: Freies Fabulieren über menschliche Tücken und Leidenschaften. Vergleichbar mit den Altmeistern Hieronymus Bosch und Pieter Brueghel der Ältere.

## Auszeichnungen
- 1928 Newbery Medal für das Buch Gay-Neck von Dhan Gopal Mukerji.
- 1938 Caldecott Medal Honor für sein Buch Seven Simeons.

## Illustrationen (Auswahl)
- 1922 Dmitry Mamin-Sibiryak (E. P. Dutton): Verotchka's Tales
- 1922 John Peale Bishop und Edmund Wilson: The Undertaker's Garland, Verlag A. A. Knopf
- 1924 Harriet Martineau: Feats on the Fiord (Macmillan Children’s Classics)
- 1927 Ella Young: The Wonder Smith and His Son
- 1927 Dhan Gopal Mukerji: Gay-Neck, the Story of a Pigeon
- 1927 Padraic Colum: Creatures
- 1930 Padraic Colum: Orpheus: myths of the world
- 1934 Youel B. Mirza: Son of the Sword
- 1935 Lewis Browne: All Things Are Possible, an apocryphal novel (Schutzumschlag)
- 1935 Charles G. Finney: The Circus of Dr. Lao
- 1937 Boris Artzybasheff: Seven Simeons (russisches Märchen)
- 1939 Honoré de Balzac: Droll stories; Thirty tales, translated by Jacques Le Clercq. Verlag: The Heritage Press
- 1940 Anne Gertrude Hall: Nansen (Biografie)
- 1942 Ruth Smith: The Tree of Life: selections from the literature of the world's religions
- 1949 Raymond Chandler: The Little Sister (Schutzumschlag)
- 1950 Raymond Chandler: The Simple Art of Murder (Schutzumschlag)
- 1954 Boris Artzybasheff: As I See. Notes to Folios by the Artist. Verlag Dodd, Mead and Company. (Eine Sammlung von Bildern aus vielen Jahren, Nachdruck bei Titan Books, London 2008. ISBN 978-1-84576-767-9)